# Parionella richardsonae
Parionella richardsonae är en kräftdjursart som beskrevs av Hugo Frederik Nierstrasz och Brender à Brandis 1923. Parionella richardsonae ingår i släktet Parionella och familjen Bopyridae. Inga underarter finns listade i Catalogue of Life.